# World Famous CB
Brandel Littlejohn es un luchador profesional estadounidense. Actualmente está trabajando para Ring of Honor, donde trabaja bajo el nombre de World Famous CB. También trabaja como asistente de entrenador en el ROH Dojo. A pesar de mayormente ser utilizado como jobber debido a su "pequeña" estatura, es uno de los favoritos por los fanes de ROH.

## Vida personal
Littlejohn creció en Trenton, New Jersey y asistió a la academia católica de Trenton cerca de Hamilton Township, donde sus intereses por los deportes fueron limitados al basketball. Estudió cine digital en la Mercer County Community College.

## Profesional en la lucha libre profesional

### Comienzos de carrera (2012–2013)
Littlejohn empezó luchando con la promoción Beyond Wrestling, donde compitió como Leech Landa en una lucha en Filadelfia en septiembre de 2012. En 2013, apareció en dos luchas con la promoción Wrestling Is...Respect! en Boonton, New Jersey.

### Ring of Honor (2013–presente)
Littlejohn debutó en Ring of Honor el 11 de julio de 2013, en el evento A Night of Hoopla en Chicago. Luchando como Cheeseburger, (nombre que le dieron cuando fue acosado en un segmento por Charlie Haas) él hizo equipo con Roderick Strong para desaria a reDRagon (Bobby Fish y Kyle O'Reilly) por los ROH World Tag Team Championship, sin éxito.
En 2014, Cheeseburger desafió en dos ocasiones a Jay Lethal las dos sin éxito por el ROH World TV Championship: en el evento Second to None en Baltimore y en Road to Best in the World 2014 en Carbondale, Illinois.
Cheeseburger fue parte del equipo llamado Brutal Burgers, haciendo equipo con "Brutal" Bob Evans. Los dos luchadres comenzaron una rivalidad luego de que el equipo se separara, acabando en el kickoff de Final Battle, donde Cheeseburger derrotó a Evans.
En enero de 2016, Cheeseburger hizo otro intento de ganar el World TV Championship, perdiendo en corto tiempo ante Roderick Strong en Collinsville, Illinois durante el tour de ROH Winter Warriors Tour.

### New Japan Pro-Wrestling (2016–presente)
El 4 de enero de 2016, Cheeseburger hizo su debut sorpresa en New Japan Pro-Wrestling (NJPW) para participar en el New Japan Rumble en el pre-show de Wrestle Kingdom 10. Fue eliminado de la lucha por Yoshi-Hashi. Cheeseburger formó una amistad con Jushin Liger, lo que lo llevó a adoptar el golpe de palma "Shotei" de Liger como un movimiento final.
Cheeseburger regresó a NJPW el 4 de enero de 2017, otra vez para participar en el New Japan Rumble en el pre-show de Wrestle Kingdom 11. Cheeseburger anotó una eliminación sobre Bone Soldier y duró hasta el final de la lucha, antes de ser el último luchador eliminado por Michael Elgin. El día siguiente, Cheeseburger hizo equipo con Hiro Saito, Hiroyoshi Tenzan, Satoshi Kojima y Scott Norton en una lucha de 10 hombres por equipos, donde derrotaron al Bullet Club (Bad Luck Fale, Bone Soldier, Kenny Omega, Tama Tonga y Tanga Loa).
En Wrestle Kingdom 12 el 4 de enero de 2018,
Cheeseburger una vez más fue el último competidor eliminado en el New Japan Rumble. Fue eliminado por Masahito Kakihara para acabar la lucha. En New Year Das!! La noche siguiente, hizo equipo con Roppongi 3K en un intento de derrotar sin éxito a Kenny Omega y The Young Bucks.

## En lucha
- Movimientos finales

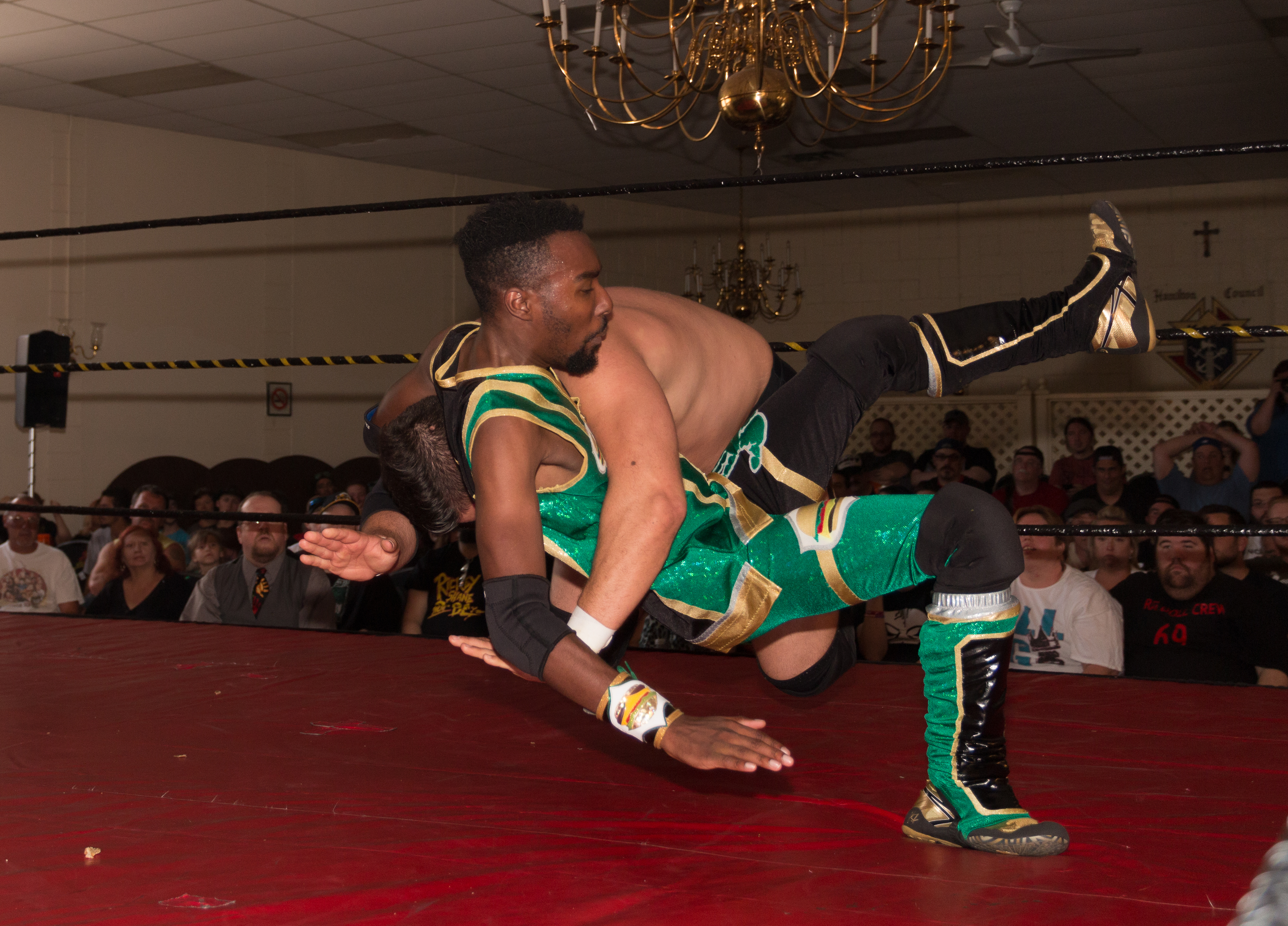
Cheeseburger ejecutando una DDT a Ethan Page en el show de Alpha-1 "The Purge" en Hamilton, ON

  - Shotei (Palm strike) adoptado de Jushin Thunder Liger
- Movimientos de firma
  - Neckbreaker
  - Shining wizard[12]

## Campeonatos y logros
- Pro Wrestling Ilustrated
  - En el #377 del ranking de 500 luchadores individuales en el PWI 500 en 2016[13]